# Jakupica

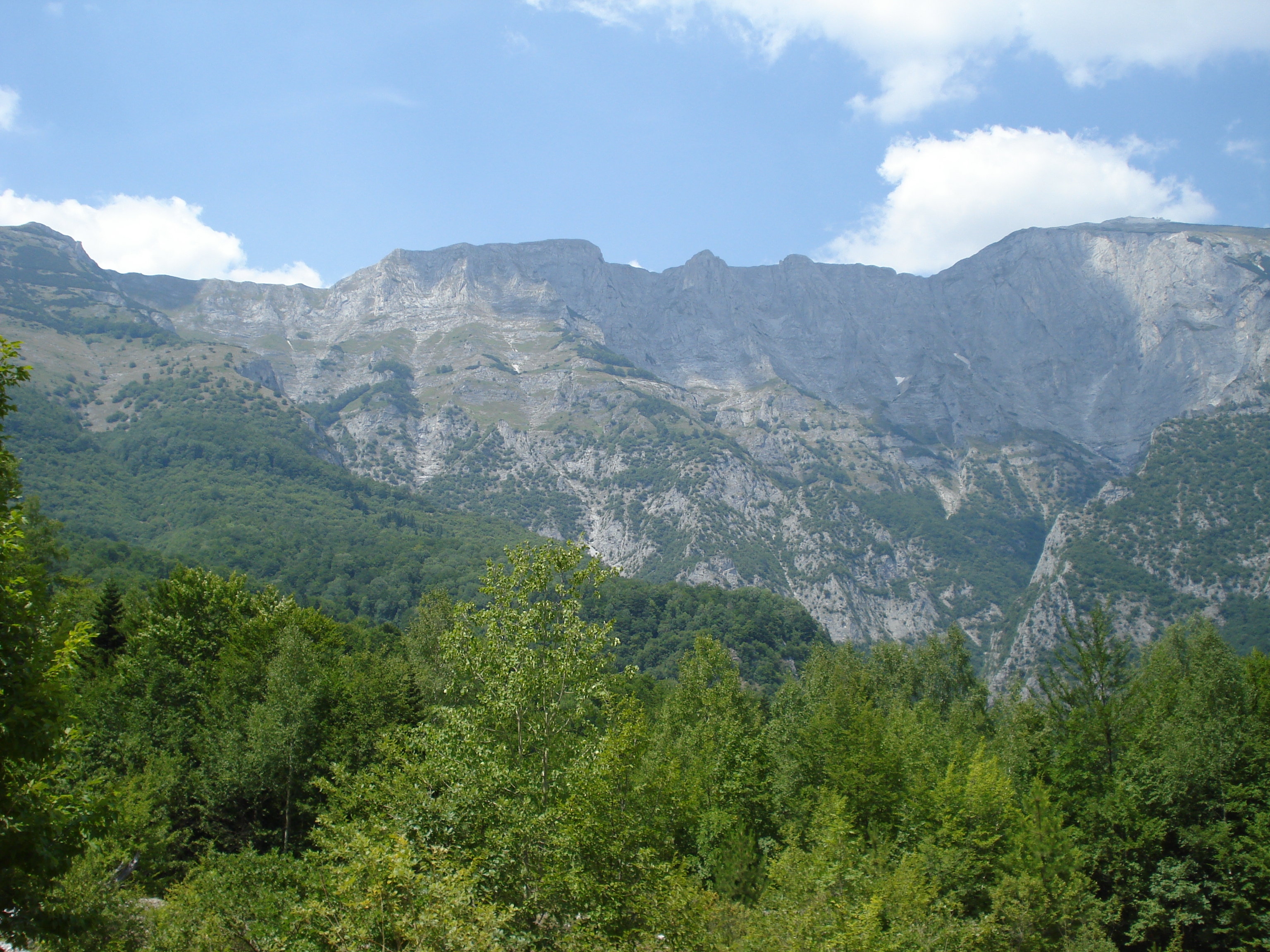
Jakupica ze swoim najwyższym szczytem, Sołunską Gławą, pośrodku

Jakupica (maced. Јакупица, t. Mokra - Мокра Планина) – pasmo górskie w środkowej Macedonii Północnej, między rzekami Treska, Wardar i Babuna. Składa się z kilku mniejszych pasm: Karadżica, Dautica, Golesznica, Kitka i Osoj. Najwyższe szczyty: Sołunska Gława (2540 m n.p.m.), Karadżica (2473 m), Popowo Brdo (2380 m), Ostar Breg (2365 m), Ubawa (2353 m), Ostar Wrw (2275 m) i Dautica (2178 m). 
Pasmo jest zbudowane z wapieni, a część północno-zachodnia – z łupków i granitów. Jeziora, cyrki, moreny i wały polodowcowe świadczą o niedawnym zlodowaceniu. Liczne źródła i rzeki. Masyw jest porośnięty lasami, przede wszystkim bukowymi i dębowymi, częściowo również iglastymi. Bogaty świat roślinny i zwierzęcy. Postuluje się utworzenie parku narodowego.